# 小沼みのり
小沼 みのり（こぬま みのり、1981年10月30日 - ） は、日本のフリーアナウンサー。
本名：小沼 穂(こぬま みのり)
静岡市清水区出身。
静岡市立清水第二中学校、静岡県立清水東高等学校、早稲田大学教育学部卒業。
岡山放送で11ヶ月勤務したのち、2005年に静岡放送に入社。
2021年3月16日、春休みの為に休業中の牧野克彦の代理でMCを担当した『IPPO』にて、3月一杯での退社と、フリーアナウンサー転向を発表した。

## プロフィール
- 略歴:
  - 1981年10月、静岡県清水市 （現・静岡市清水区） に生まれる[1]。
  - 2000年3月、静岡県立清水東高等学校を卒業。
  - 2004年3月、早稲田大学教育学部を卒業。
  - 2004年4月、岡山放送（OHK）に入社（同期は魚住咲恵）。
  - 2005年3月、静岡放送（SBS）に入社。
  - 2021年3月、静岡放送（SBS）を退社。フリーアナウンサーへ転向。
- 愛称: 「みのりん」。

略歴雑記・その他
- 早稲田大学時代の同じゼミに、トリノ五輪フィギュアスケート金メダリストの荒川静香がいる。
- 2007年5月にはプロ野球の始球式（巨人対横浜）を経験している。
- 入社半年で報道番組「SBS土曜スコープ」を担当[2]。テレビ夕刊では持ち前の明るさを生かして取材リポートに取り組んだ。
- ブログ『みのりのちからこぶ』は1つのエントリ内に写真を多く載せる形で更新されている。
- 「小沼みのり」と「みのりん」という二人の人物がいると思っている人が多い。本人ブログにも「ニュースとらぶらじのみのりんが別人と思っている人がいるが両方私です」とある。
- 2022年1月より鬼頭里枝とのユニット「ShiziU(シジュー)」活動開始。

## フリー転向後
テレビ
- ORANGE 月 - 木曜日メインキャスター（第1・3部担当）（静岡放送、2021年3月～2022年3月 ）
- 新御殿場ＩＣ開通特番 勝っちゃんが食す!!富士山旨いものめぐり（静岡放送、2021年4月3日）

4月10日に開通予定の新東名・新御殿場ＩＣ周辺の２市１町（御殿場市・裾野市・小山町）を、御殿場市育ち(生まれは別)の勝俣州和とともに名所や食をリポート。
- 静岡発そこ知り（静岡放送）-リポーター
  - 2021年6月2日 お得！美味い！便利！静岡SDGs
  - 2021年8月18日 ハンバーグ師匠もやられちゃった！熱々！激うま！夏バーグ
- 報道特番 熱海土石流から１ヵ月 -MC（静岡放送、2021年8月2日）
- ヨエロスン （静岡放送）
  - 言葉の魔術師として（2021年8月2日）
  - ShiziUとして（2022年6月3日）
- Soleいいね! （静岡放送、2022年4月1日）-ShiziUとして
- 元気！しずおか人（静岡放送、2022年6月4日）-「小沼みのりの昭和においで」取材

ラジオ
- IPPO（静岡放送2022年1月５日、6日）
- 鉄崎幹人のWASABI（静岡放送2022年3月29日）
- 小沼みのりのDigるら（シティエフエム静岡、2023年1月6日～）-第1、第３金曜日

イベント
- パドック(バイク店)創業祭MC(2021年7月24日、静岡県焼津市 )
- 空と酒FESTIVAL2021-ゲスト(2021年12月5日、静岡県浜松市　浜松駅前ソラモ)
- ちびっこアナウンサー教室(2021年12月12日、静岡県沼津市 ららぽーと沼津)
- 松任谷由実コンサートツアー深海の街-場内アナウンス(2021年12月17日、静岡県静岡市　静岡市民文化会館)
- みのりんツアー -バスツアーイベント
  - 第1回　山梨さくらんぼ狩り・まかいの牧場ランチ(2021年6月19日)
  - 第2回　修善寺もみじ狩り・海鮮浜焼き食べ放題！(2021年11月27日)
  - 第3回　御殿場高原ビール・富士サファリパーク(2022年4月17日)
  - 第4回　西部編・うなぎ、メロンの旅(2022年5月29日)
  - 第5回　山梨さくらんぼ狩り(2022年6月19日)
  - 第6回　山梨ぶどう狩り・北原ミュージアム(2022年8月28日)
  - 第7回　アロマ調香&懐石ランチ(2022年11月6日)
  - 第8回　南伊豆ツアー(2023年2月25日)予定
- 大東温泉フェスティバル2021-総合司会(2021年4月10日、静岡県掛川市　リバティーリゾート大東温泉)
- リコーダーで広がる絵本の世界-朗読(2021年12月6日、静岡県アクトシティ浜松　音楽工房ホール)
- 新文化島 トークショー(2022年2月27日、静岡県　静岡市民文化会館ロビー)
- 頼朝 陰の如く雷霆の如し　朗読ライブ&トークショー(2022年5月14日、静岡県伊豆の国市　韮山時代劇場)
- 小沼みのりの昭和においで  （松坂屋静岡店 2022年5月18日～5月23日 ）-昭和レトロ展
  - 昭和レトロトークショー(2022年5月21日)
- LINE会員限定ボウリング大会&トークショー(2022年10月23日、静岡県浜松市　浜松毎日ボウル)
- 歴史トークショー -司会(2023年1月13日、静岡県静岡市 静岡市歴史博物館)
- 歴博オープンだよ！すんぷ歴史の大学校 -司会(2023年1月14日、静岡県静岡市 静岡市歴史博物館)

### YOUTUBE
- 浜松・浜名湖観光公式YouTubeジェンヌちゃんねる-ゲスト（2021年7月 ）
  - 小沼みのりアナと行く！ヘルシーランチとレトロな体験
  - 浜松市天竜区　話題の天然ワインセラーで熟成した日本酒に迫る！
- 三島市観光協会公式YouTube（2021年8月～ ）
  - 小沼みのりとみしまめぐり season1
  - 小沼みのりとみしまめぐり season2
- 山田門努のもんどチャンネル-ゲスト（2021年10月 ）
  - 五味八珍巡りの旅　「小沼みのりアナウンサー降臨！」
  - 五味八珍巡りの旅〜静岡駅ビルパルシェ店第二弾〜小沼みのりの真相に迫る!
- LIBERTY RESORT チャンネル-ゲスト（2022年2月 ）-歌唱披露
  - りょうちん。いそちん。と愉快な仲間。in久能山　#11小沼みのり編・第１回 「SWEET MEMORIES」
  - りょうちん。いそちん。と愉快な仲間。in久能山　#12小沼みのり編・第2回 「M」
  - りょうちん。いそちん。と愉快な仲間。in久能山　#13小沼みのり編・第3回 「いい日旅立ち」
- すんてれ Shizuoka Sunpu-jo TV（2022年～ ）
  - 小沼みのりと鈴木俊夫、小沼みのりの動画出演スキルアップ、第71回 すんてれ
- MUK-アクセサリー大人コーデ（2022年 ）
- アナウンサーが食レポ対決（2023年～ ）-春華堂チャンネル

### CM
- HILTEX-ナレーション（2021年6月、静岡あさひテレビ ）
- 静岡県交通安全協会(2022年1月、テレビCM、ラジオCM、静岡新聞)
- 山本食品(伊豆わさびミュージアム) （テレビCM-2022年10月・静岡あさひテレビ、2022年11月・静岡放送 ）
  - わさびチャンネル　「CMメイキング映像」

## 局アナ時代の担当番組
静岡放送在籍時
- テレビ
  - SBS土曜スコープ→SBS土曜夕刊 キャスター（2005年10月 - 2009年3月）
  - SBSテレビ夕刊 フィールドキャスター→木・金曜日キャスター（2005年6月 - 2009年3月）
  - イブアイしずおか 月-木曜日メインキャスター（第1部担当）（2009年4月 - 2019年9月）
  - Soleいいね!（金曜MC:2019年10月 - 2021年3月）
  - 静岡発そこ知り
  - 静岡新聞ニュース
- ラジオ
  - GOGOワイド Wテツのらぶらじ 月・火曜日パーソナリティ（2007年4月2日 - 2015年9月22日）
  - アフタースクールパラダイス パーソナリティ（2006年11月 - 2007年9月）
  - 大槻彰の健康がいっぱい（2007年4月 - 2009年3月）
  - 静岡新聞ニュース

岡山放送在籍時
- OHKフラッシュニュース
- OH!体操
- OHKスーパーニュース中継レポーター